# Craspedosis sibilla
Craspedosis sibilla là một loài bướm đêm trong họ Geometridae.